# Wasserburg Sachsgrün
Die Wasserburg Sachsgrün, auch Schloss Sachsgrün, ist eine ehemalige Wasserburg und ein späteres Rittergut im Ortsteil Sachsgrün (Dorfstraße 1) der Gemeinde Triebel/Vogtl. im Vogtlandkreis in Sachsen.

## Lage
Das Schloss, die ehemalige Wasserburg, befindet sich in Ortsmitte von Sachsgrün.

## Geschichte
Die Wasserburg wurde 1200 bis 1250 erbaut und war vermutlich Stammhaus der Familie von Sack, die 1283 auf Sachsgrün erwähnt wurde. Die erste Erwähnung als „Veste“ erfolgte 1353 und die erste Bezeichnung als „Schloss“ 1397. 1418 wurde schriftlich ein Rittersitz erwähnt und 1397 ein Rittergut genannt.
Im Jahre 1325 sind urkundlich „Cunrat, Nyclas und Wolfram von der Grun“ belegt.
Als weitere Besitzer werden genannt: der Ritter Berthold von Streitberg (1296), der Ritter Vasmann, die Familie von Zedtwitz, die Familie von Feilitzsch (1441), Julius von Seckendorff (1594) und Wilhelm von Streitberg (1615). Danach war das Rittergut Mannlehen der sächsischen Kurfürsten, die es an den Hofmarschall von Reibold übertrugen, der es bis 1716 besaß und dann seiner Tochter, der Witwe von Fletscher, vermachte, durch die der Besitz an ihren Sohn Heinrich August von Brandenstein kam, in dessen Familie das Gut bis 1921 blieb.
1932 war Georg Weißig Eigentümer des Guts, gefolgt von Ernst von Schönburg-Waldenburg, der es 1935 an die Sächsische Bauernsiedlung GmbH verkaufte. Das Herrenhaus wurde von 1938 bis 1952 als Schule genutzt und ab 2005 als gastronomischer Betrieb. Die Wirtschaftsgebäude werden überwiegend privat genutzt.
Die ehemalige Wasserburg auf dem Rittergut war 1854 eingestürzt und wurde 1858 bis 1859 durch ein Herrenhaus ersetzt, das sein heutiges Aussehen durch Umbauten 1936 und 1938 erhielt.